# 黄晋蒲
黄晋蒲（?—?），广西贺县人，清末立宪派政治人物。

## 生平
1909年，他当选广西谘议局议员。后来他当选资政院议员。